# Val Felizon
La Val Felizon (Val Felizón in ladino) è una valle delle Dolomiti, in provincia di Belluno.
Attraversata dal rio Felizon, inizia dove quest'ultimo si immette nel Boite, nei pressi del Castello di Podestagno e quindi a nord di Cortina d'Ampezzo. Termina ai piedi del Vecchio del Forame (gruppo del Cristallo), dove si trovano le sorgenti del torrente.
La valle non è mai stata adatta all'insediamento umano permanente, ma tutt'oggi ha grande importanza in quanto vi transita la SS51, mettendo in comunicazione l'Ampezzano alla Val Pusteria. Infatti, dalla località Pian del Forame la strada non segue più il corso del Felizon e prosegue sino al passo di Cimabanche.